# 드래곤볼 DAIMA
《드래곤볼 DAIMA》(일본어: ドラゴンボールDAIMA)는 토리야마 아키라의 만화인 《드래곤볼》의 정식 후속작이다. 2024년 10월 11일부터 2025년 2월 28일까지 방영되었다. 작가는 이 작품에서 주인공 손오공이 어떤 음모로 작아졌으며, "오공은 작은 몸을 보충하려고 오랜만에 여의봉을 이용한 전투"가 그려질지도 모른다고 말했다. 우리말 녹음은 2025년 4월 20일부터 매주 일요일 밤 10시에 투니버스에서 방영하고 있다.

## 등장인물

### 본 작품에서 처음으로 나오는 사람들
- 작은 계왕신(界王神)

성우: 코바야시 유미코/김은아
- 고마(ゴマー)

성우: 모리쿠보 쇼타로/엄상현
- 데게스(デゲス)

성우: 에노키 준야/박요한
- 아린스(アリンス)

성우: 히카사 요코/조경이
- 글로리오(グロリオ)

성우: 우치야마 코우키/남도형
- 팬지(パンジ)

성우: 파이루즈 아이/박지윤

## 참고 사항
1. ↑  MANTANWEB編集部, ドラゴンボールDAIMA：悟空やベジータが小さくなった！　如意棒で戦う　「DAIMA」の意味は？　新作アニメのティザー映像公開, 2023년 10월 13일자 기사

내용주